# August Hollenstein
Pour les articles homonymes, voir Hollenstein.
August Hollenstein, né le 28 mars 1920 et mort le 31 octobre 2003, est un tireur sportif et un photographe suisse. 

## Biographie
August Hollenstein naît le 28 mars 1920.
Agriculteur et garde-chasse de profession, il pratique également la photographie. Son travail est primé dans plusieurs expositions.
Citoyen d'honneur de Bettwiesen depuis 1952, il est marié depuis 1961 et père de deux enfants.

## Parcours sportif
Il est double champion du monde au tir à la carabine et à l'arme de guerre norvégienne à 300 m à Oslo en 1952 et champion d'Europe à la carabine en 1955 (record du monde de 371 points), . Il participe notamment aux Jeux olympiques d'été de 1960 à Rome, où il est le porte-drapeau de la délégation suisse, et de 1964 à Tokyo.
En Suisse, il est notamment roi du tir petit calibre à la Fête fédérale de Lucerne en 1957 et roi du tir à 300 m à la Fête fédérale de tir de Zurich de 1963, .
Il est désigné meilleur sportif suisse de l'année par l'Association suisse des journalistes sportifs en 1963.
Il met fin à sa carrière aux championnats du monde de tir 1966 à Wiesbaden, en République fédérale d'Allemagne.